# Mohamed Fennich
Pour les articles homonymes, voir Fennich.
Mohamed Fennich est un rais et le Grand-Amiral de Salé vers la fin du XVIIe siècle, jusqu'en 1666 ou 1667. Il est d'ailleurs l'ultime gouverneur de la République de Salé avant la réunion du territoire au Maroc,. C'est en 1659 que Brahim Maâninou et Mohammed Fennich entrent, pour le compte de la principauté dilaïte, en pourparlers avec la Hollande afin de garantir la sécurité de ses marins et de ses commerçants. Son fils Abdallah Fennich est un grand corsaire salétin et bras droit du Grand-Amiral de Salé Abdellah Benaïcha.